# Carl Gustaf Carlsson
Carl Gustaf Carlsson, född 18 juni 1774 i Maria Magdalena församling, Stockholm, död 31 december 1854 i Adolf Fredriks församling, Stockholm, var en svensk organist och harpist i Stockholm.

## Biografi
Carl Gustaf Carlsson föddes 18 juni 1774 i Maria Magdalena församling, Stockholm. Han var son till dödgrävaren Carl Carlsson och Ulrica Öman. Carlsson var elev till Johan Wikmanson. Han var engagerad som harpist i Kungliga Hovkapellet  1811–1821 och tjänstgjorde även som organist i Adolf Fredriks kyrka.  Han var orgellärare vid Kungliga Musikaliska Akademiens undervisningsverk 1824–1848. Carlsson var även kammarskrivare vid Nummerlotteriet. Han invaldes som ledamot nummer 271 vid Musikaliska Akademien den 17 juni 1834. Carlsson avled 31 december 1854 i Adolf Fredriks församling, Stockholm.
Carlsson var bror till organisten Johan Henrik Carlsson i Täby församling.